# Маргарита Грецька та Данська
Маргарита Грецька та Данська (грец. Μαργαρίτα της Ελλάδας και Δανίας, 18 квітня 1905 — 24 квітня 1981) — принцеса Греції та Данії з династії Глюксбургів, донька грецького принца Андрія та Аліси Баттенберг, дружина титулярного князя Гогенлое-Лангенбургу Готтфріда, сестра герцога Філіпа Единбурзького.

## Біографія
Маргарита народилась у Королівському палаці Афін 18 квітня 1905 року. Вона стала первістком в родині принца Андрія Грецького та його дружини Аліси Баттенберг, з'явившись на світ за півтора року після їхнього весілля. Згодом родина поповнилася молодшими доньками Теодорою, Сесилією та Софією й братом Філіпом.
Родина проживала у Греції, де королем був дядько Маргарити Костянтин I. Після його зречення у 1917 році родина виїхала до Швейцарії, де оселилася в Санкт-Моріці. Додому вони повернулись у 1920 році й влаштувалися на віллі Монрепо на Корфу. В 1922 році після остаточного зречення Костянтина, сімейство відбуло до Італії. Маргарита та Теодора після цього проживали у Великій Британії під наглядом бабусі Вікторії Гессен-Дармштадтської. Решта родини мешкала під Парижем.
Із матір'ю у 1930 році стався важкий нервовий зрив і вона була примусово відправлена на лікування до санаторію, через що не змогла бути присутньою на весіллі доньок. Маргарита вийшла заміж у 1931 році, після Софії та Сесилії.

3 грудня 1930 року стало відомо про її заручини із спадкоємним принцом князівства Гогенлое-Лангенбург Готтфрідом. Раніше наречений мав короткі заручини із Глорією Морган Вандербільт.

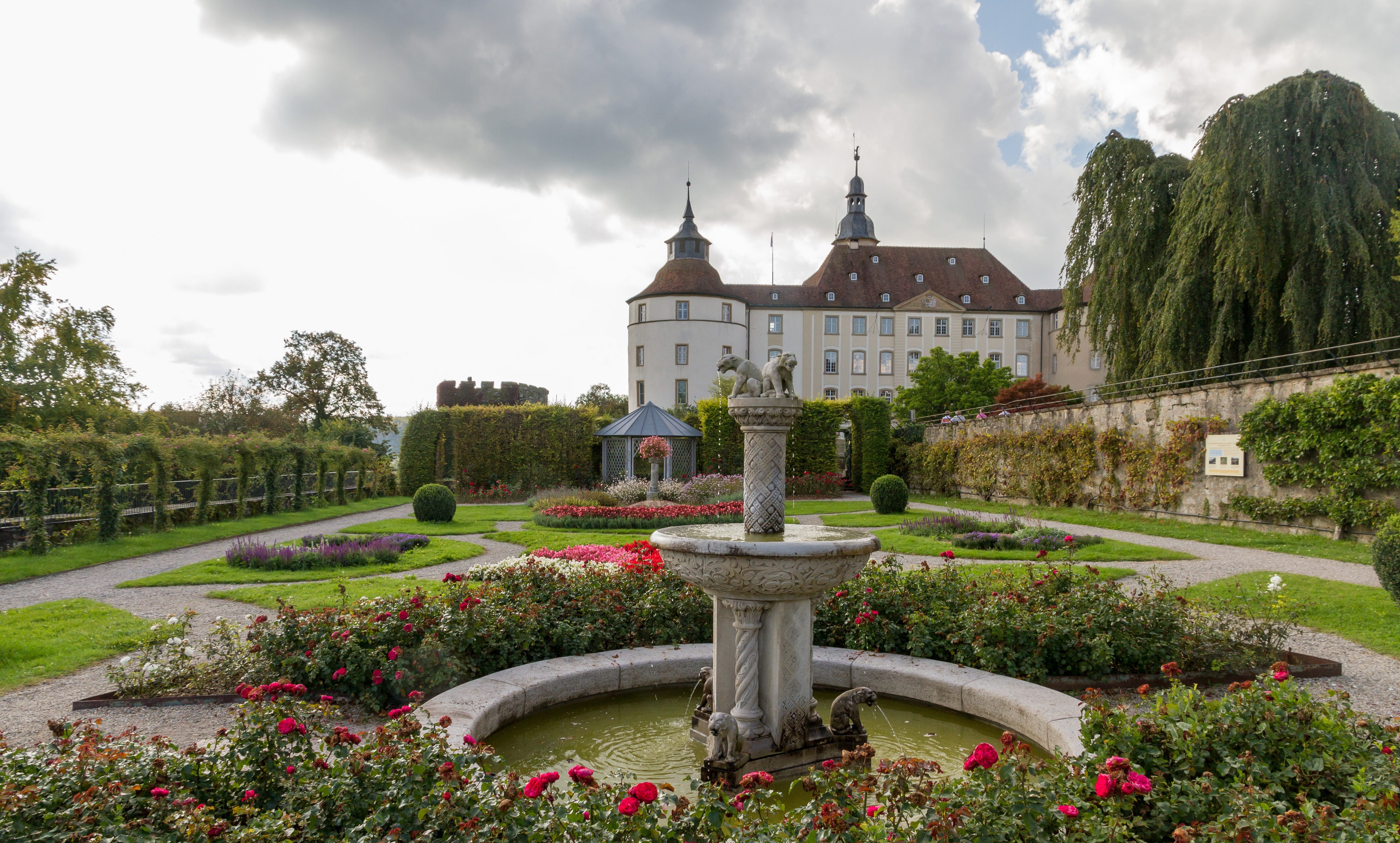
Замок Лангенбург

Маргарита взяла шлюб у 26-річному віці з 34-річним Готтфрідом Гогенлое-Лангенбурзьким. Весілля відбулося 20 квітня 1931 року в Лангенбурзі. Від 1933 року пара постійно проживала у Лангенбурзькому замку.
У подружжя з'явилося шестеро дітей, з яких живими народилося п'ятеро. У 1950 Готтфрід успадкував від батька титул князя Гогенлое-Лангенбургу та права на майно.
Готтфріда не стало у травні 1960 року. Маргарита померла у клініці-санаторії Бад-Вісзе 24 квітня 1981 року. Її поховали на родинному цвинтарі у Лангенбурзі поруч із чоловіком. Над їхніми могилами стоять кам'яні хрести та висаджені кущі троянд.

## Родина
Чоловік — Ґотфрід (князь Гогенлое-Лангенбурзький)
Діти:
- Крафт (1935—2004) — наступний титулярний князь Гогенлое-Лангенбургу в 1960—2004 роках, був двічі одруженим, мав трьох дітей від первого шлюбу;
- Беатрікс (1936—1997) — одружена не була, дітей не мала;
- Андреас (нар.1938) — одружений із Луїзою Шонбург-Вальденбурзькою, має двох доньок;
- Рупрехт (1944—1978) — одружений не був, дітей не мав;
- Альбрехт (1944—1992) — був одруженим з Марією-Хільдегардою Фішер, мав єдиного сина.

## Нагороди
- Великий хрест ордену Святих Ольги та Софії (Грецьке королівство).
- Великий хрест ордену Святої Катерини (Російська імперія), (1905).

## Титули
Все життя Маргарита зберігала предикат Її королівська високість, оскільки мала від народження більш високий статус, ніж її чоловік, якого полагалося називати Його Світлість. 
- 18 квітня 1905—20 квітня 1931 — Її королівська високість Принцеса Маргарита Грецька та Данська;
- 20 квітня 1931—11 грудня 1950 — Її королівська високість Спадкоємна Принцеса Гогенлое-Лангенбургу;
- 11 грудня 1950—11 травня 1960 — Її королівська високість Княгиня Гогенлое-Лангенбургу;
- 11 травня 1960—24 квітня 1981 — Її королівська високість Вдовіюча Княгиня Гогенлое-Лангенбургу, а також  використовувала титул Її королівська високість Маргарита, Принцеса Гогенлое-Лангенбурзька.